# Hat-tricks da Seleção Portuguesa de Futebol

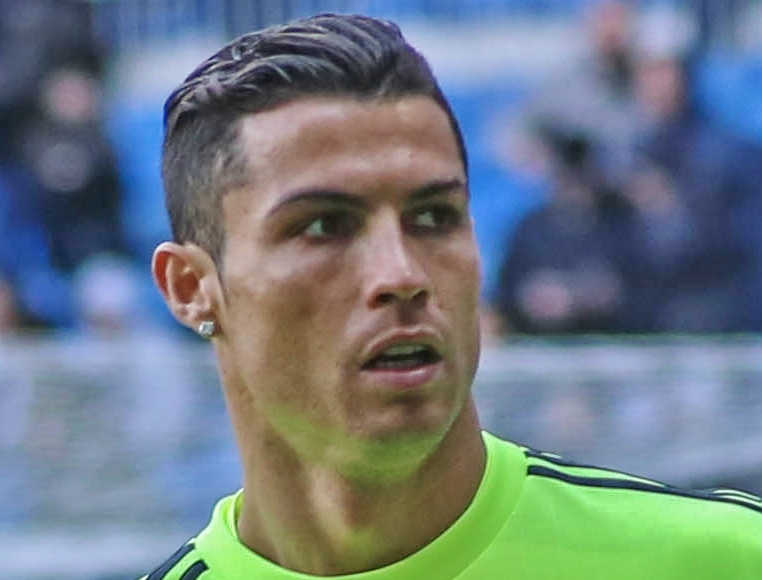
Cristiano Ronaldo (imagem), jogador que mais marcou hat-tricks pela Seleção Portuguesa de Futebol.

Esta é uma lista de hat-tricks da Seleção Portuguesa de Futebol. Considera-se um hat-trick quando um futebolista marca três ou mais golos durante uma mesma partida, sem contar os golos nas grandes penalidades para desempate após o termo da partida. Durante toda a história da Seleção Portuguesa, foram feitos apenas vinte e cinco hat-tricks, sendo que estes foram marcados em vinte e quatro partidas diferentes. O único embate em que foram marcados dois hat-tricks foi o confronto diante do Kuwait em 2003, quando Pauleta e Nuno Gomes marcaram quatro e três golos para a seleção portuguesa, respetivamente, no triunfo por 8-0.
Em cinco ocasiões, os jogadores marcaram quatro golos num jogo, sendo que o último a fazer isto foi o avançado Cristiano Ronaldo, na partida contra Lituânia. . Este, por sua vez, é o jogador que mais marcou hat-tricks para a Seleção Portuguesa, com nove, entre os anos de 2013 e 2019. Pelo Campeonato do Mundo de Futebol, três hat-tricks foram marcados por jogadores de Portugal: em 1966, Eusébio foi o autor de três golos diante da Coreia do Norte, enquanto em 2002, Pauleta fez três tentos contra a Polónia,[carece de fontes?] e em 2018, Cristiano Ronaldo foi o autor dos três golos diante da Espanha no empate por 3-3. O último hat-trick marcado por um jogador português numa partida da Seleção ocorreu em 2019, quando Cristiano Ronaldo fez três golos diante da Lituânia no triunfo por 6-0 pelas Qualificatórias para o Campeonato Europeu de Futebol de 2020.

## Golos
Legenda
| Cor | Significado                                          |
| --- | ---------------------------------------------------- |
|     | Indica o atleta que marcou quatro golos numa partida |

| N.º | Jogador            | Adversário       | Golos                    | Resultado | Local                               | Competição                     | Data                   | Ref.                |
| --- | ------------------ | ---------------- | ------------------------ | --------- | ----------------------------------- | ------------------------------ | ---------------------- | ------------------- |
| 1   | Valdemar Mota      | Itália           | 3 – (20', 27', 77')      | 4–1       | Campo do Ameal, Porto               | Amigável                       | 15 de abril de 1928    | [ 7 ]               |
| 2   | Francisco Palmeiro | Espanha          | 3 – (5', 26', 43')       | 3–1       | Estádio Nacional, Jamor             | Amigável                       | 3 de junho de 1956     | [ 5 ]               |
| 3   | Yaúca              | Luxemburgo       | 3 – (53', 66', 83')      | 6–0       | Estádio Nacional, Jamor             | Elim. Campeonato do Mundo 1962 | 19 de março de 1961    | [ 8 ]               |
| 4   | Eusébio            | Turquia          | 3 – (21', 63', 77')      | 5–1       | Estádio Nacional, Jamor             | Elim. Campeonato do Mundo 1966 | 24 de janeiro de 1965  | [ 4 ]               |
| 5   | José Torres        | Uruguai          | 3 – (7, 57, 64)          | 3–0       | Estádio Nacional, Jamor             | Amigável                       | 26 de junho de 1966    | [ 9 ]               |
| 6   | Eusébio            | Coreia do Norte  | 4 – (27', 43', 56', 59') | 5–3       | Goodison Park, Liverpool            | Campeonato do Mundo 1966       | 23 de julho de 1966    | [ 10 ]              |
| 7   | Paulo Alves        | Liechtenstein    | 3 – (67', 73', 90')      | 7–0       | Sportpark Eschen-Mauren, Eschen     | Qual. Campeonato Europeu 1996  | 15 de agosto de 1995   | [carece de fontes?] |
| 8   | João Vieira Pinto  | Liechtenstein    | 3 – (40', 59', 67')      | 8–0       | Estádio Municipal, Coimbra          | Qual. Campeonato Europeu 2000  | 9 de junho de 1999     | [carece de fontes?] |
| 9   | Sérgio Conceição   | Alemanha         | 3 – (35', 54', 71')      | 3–0       | Estádio de Feijenoord, Roterdão     | Campeonato Europeu 2000        | 20 de junho de 2000    | [carece de fontes?] |
| 10  | Luís Figo          | Moldávia         | 3 – (43', 61', 89')      | 3–0       | Estádio de São Luís, Faro           | Amigável                       | 15 de agosto de 2001   | [ 11 ]              |
| 11  | Nuno Gomes         | Andorra          | 4 – (36', 40', 45', 90') | 7–1       | Camp d'Esports, Lleida              | Elim. Campeonato do Mundo 2002 | 1 de setembro de 2001  | [ 12 ]              |
| 12  | Pauleta            | Polónia          | 3 – (14', 65', 77')      | 4–0       | Estádio de Jeonju, Jeonju           | Campeonato do Mundo 2002       | 10 de junho de 2002    | [carece de fontes?] |
| 13  | Pauleta            | Kuwait           | 4 – (11', 20', 45', 53') | 8–0       | Estádio Municipal, Leiria           | Amigável                       | 19 de novembro de 2003 | [ 2 ]               |
| 14  | Nuno Gomes         | Kuwait           | 3 – (70', 75', 87')      | 8–0       | Estádio Municipal, Leiria           | Amigável                       | 19 de novembro de 2003 | [ 2 ]               |
| 15  | Pauleta            | Cabo Verde       | 3 – (1', 38', 83')       | 4–1       | Complexo Desportivo, Évora          | Amigável                       | 27 de maio de 2006     | [ 13 ]              |
| 16  | Cristiano Ronaldo  | Irlanda do Norte | 3 – (68', 77', 83')      | 4–2       | Parque de Windsor, Belfaste         | Elim. Campeonato do Mundo 2014 | 6 de setembro de 2013  | [ 14 ]              |
| 17  | Cristiano Ronaldo  | Suécia           | 3 – (50', 77', 79')      | 3–2       | Friends Arena, Solna                | Elim. Campeonato do Mundo 2014 | 19 de novembro de 2013 | [ 15 ]              |
| 18  | Cristiano Ronaldo  | Armênia          | 3 – (29', 55', 58')      | 3–2       | Estádio Republicano, Erevã          | Qual. Campeonato Europeu 2016  | 13 de junho de 2015    | [ 16 ]              |
| 19  | Cristiano Ronaldo  | Andorra          | 4 – (2', 4', 47', 68')   | 6–0       | Estádio Municipal de Aveiro, Aveiro | Elim. Campeonato do Mundo 2018 | 7 de outubro de 2016   | [ 17 ]              |
| 20  | André Silva        | Ilhas Faroé      | 3 – (12', 22', 37')      | 6–0       | Tórsvøllur, Tórshavn                | Elim. Campeonato do Mundo 2018 | 10 de outubro de 2016  | [ 18 ]              |
| 21  | Cristiano Ronaldo  | Ilhas Faroé      | 3 – (3', 29', 65')       | 5–1       | Estádio do Bessa, Porto             | Elim. Campeonato do Mundo 2018 | 31 de agosto de 2017   | [ 19 ]              |
| 22  | Cristiano Ronaldo  | Espanha          | 3 – (4', 44', 88')       | 3–3       | Estádio Olímpico de Fisht, Sochi    | Campeonato do Mundo 2018       | 15 de junho de 2018    | [ 20 ]              |
| 23  | Cristiano Ronaldo  | Suíça            | 3 - (25', 88', 90')      | 3–1       | Estádio do Dragão, Porto            | Liga das Nações 2018–19        | 5 de junho de 2019     | [ 21 ]              |
| 24  | Cristiano Ronaldo  | Lituânia         | 4 – (7', 62', 65', 76')  | 5–1       | Estádio LFF, Vilnius                | Qual. Campeonato Europeu 2020  | 10 de setembro de 2019 | [ 3 ]               |
| 25  | Cristiano Ronaldo  | Lituânia         | 3 – (7', 22', 65')       | 6–0       | Estádio Algarve, Faro/Loulé         | Qual. Campeonato Europeu 2020  | 14 de novembro de 2019 | [ 6 ]               |
| 26  | Gonçalo Ramos      | Suíça            | 3 – (17', 51', 67')      | 5–1       | Estádio Nacional de Lusail          | Copa do Mundo FIFA de 2022     | 6 de dezembro de 2022  | [ 22 ]              |